# Marek Kuczma
Marek Kuczma   (* 10. Oktober 1935 in Kattowitz; † 13. Juni 1991 ebenda) war ein polnischer Mathematiker und Hochschullehrer.

## Laufbahn
Nach der Schulzeit in seiner Heimatstadt studierte Kuczma an der Jagiellonen-Universität in Krakau. Er war dort ein Schüler von Stanisław Gołąb und promovierte unter dessen Anleitung im Jahre 1961. In Krakau habilitierte er sich im Jahre 1963 auch, bevor er im gleichen Jahre in die Tätigkeit als Dozent und (später) Professor nach Kattowitz zurückkehrte. Unter anderem war er an der Schlesischen Universität von Kattowitz in der Zeit von 1969 bis 1973 Direktor des Mathematischen Instituts. Zudem war Kuczma im Wissenschaftsbetrieb engagiert, so etwa im Auftrag des polnischen Wissenschaftsministeriums als Mitarbeiter des mathematischen Komitees der Polnischen Akademie der Wissenschaften.
Sowohl als Hochschullehrer als auch als wissenschaftlicher Berater wie auch als Forscher hatte Kuczma einen ausgezeichneten Ruf. Unter seiner Anleitung gelangten dreizehn seiner Schüler zur Promotion. Marek Kuczma gilt als Begründer der polnischen Schule der Analysis der Funktionalgleichungen und -ungleichungen, die nicht zuletzt infolge seiner Leistungen und unter seiner Führung hohes Ansehen erlangte.

## Privates
Marek Kuczmas Leben war überschattet von schwerer Krankheit infolge eines Schlaganfalls im Jahre 1978. Diesem folgte ein zweiter, wodurch er in seinen letzten Jahren auf einen Rollstuhl angewiesen war. Dennoch war er dank der Pflege seiner Ehefrau Krystyna in der Lage, weiter wissenschaftlich zu arbeiten. Er verstarb nach einem sieben Monate dauernden Krankenhausaufenthalt.

## Schriften
Marek Kuczma ist Autor beziehungsweise Koautor von etwa 180 wissenschaftlichen Publikationen und zudem Verfasser von drei Fachbüchern, insbesondere der bekannten Monographie An Introduction to the Theory of Functional Equations and Inequalities (deutsch Einführung in die Theorie der Funktionalgleichungen und -ungleichungen).